# 戸次川の戦い

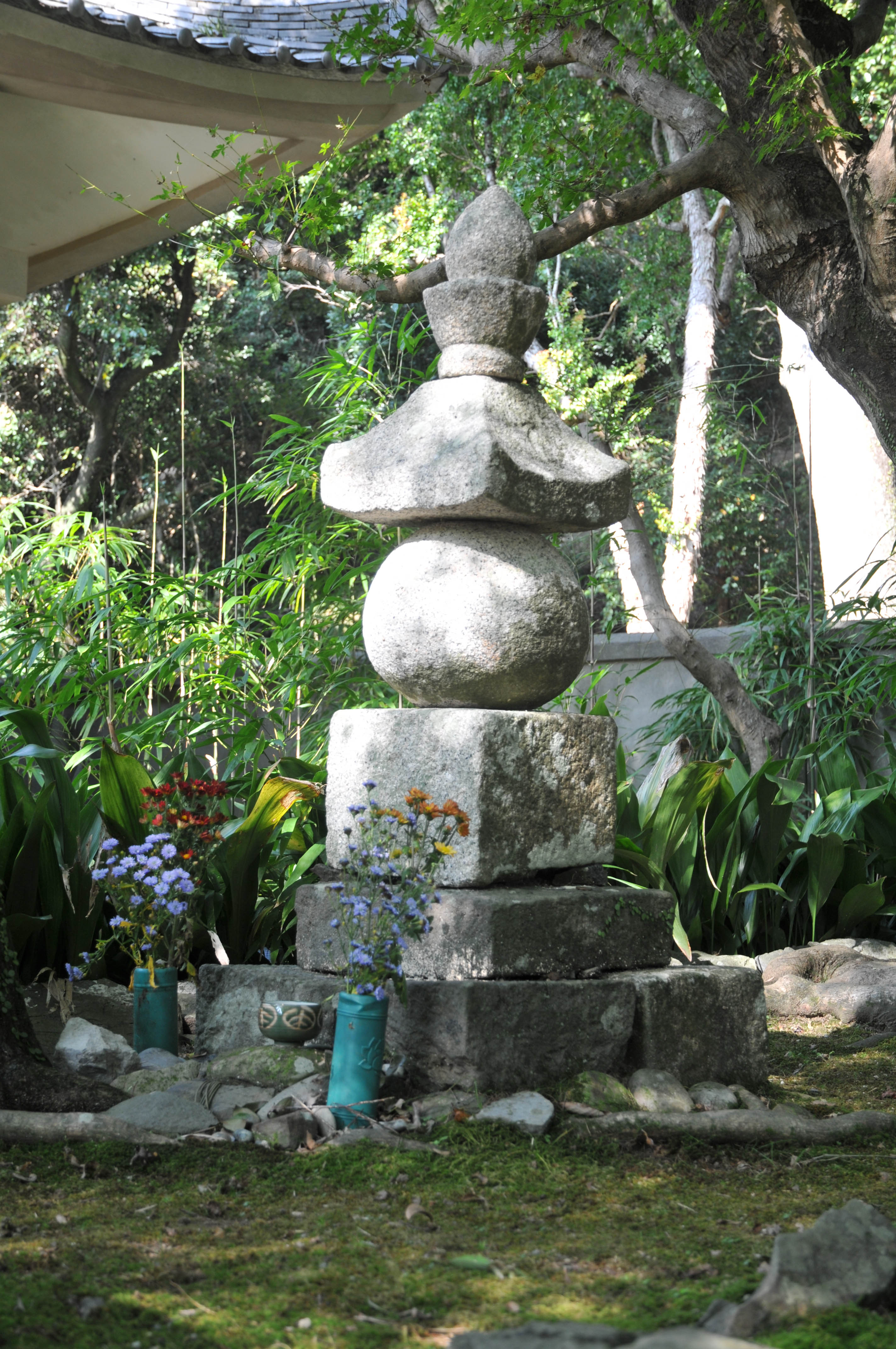
長宗我部軍戸次川戦没者供養塔（高知市・雪蹊寺）

戸次川の戦い（へつぎがわのたたかい）は、豊臣秀吉による九州平定の最中である天正14年12月12日（1587年1月20日）に、島津家久率いる島津勢と長宗我部元親・長宗我部信親父子、仙石秀久、大友義統、十河存保が率いる豊臣勢の間で行なわれた戦い。この合戦は九州平定の緒戦で、豊臣勢が敗退した。

## 合戦までの経緯

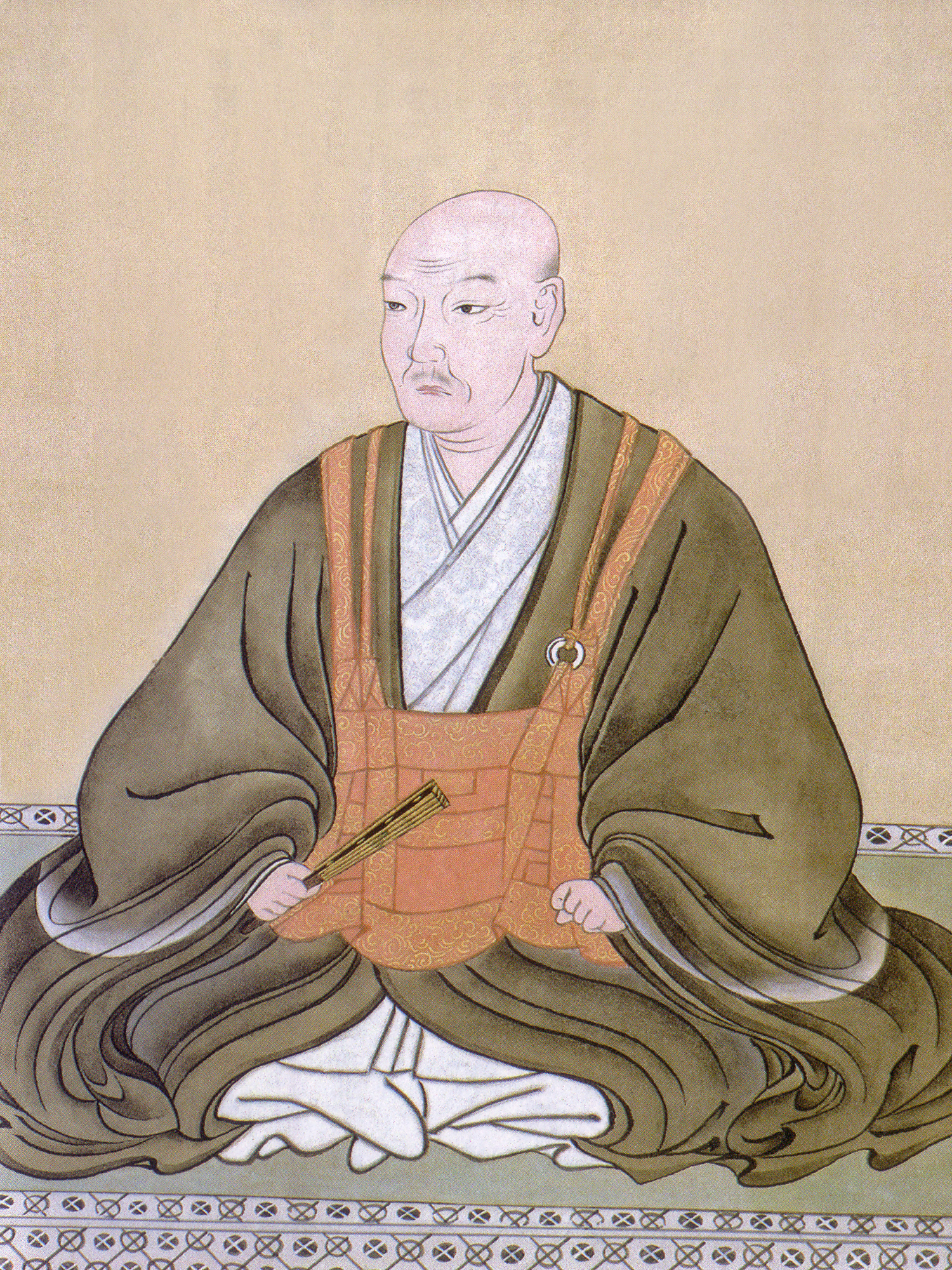
大友宗麟

天正14年4月5日、豊後の大友宗麟は秀吉に大坂で面会し、島津義久が豊後に侵略してきたことを訴え救援を求めた。秀吉はこれを了承し、黒田孝高に毛利の兵を総括させて先発させ、さらに讃岐の仙石秀久を主将にし長宗我部元親・信親の親子を加え豊後に出陣を命じた。

## 合戦の経過
島津家久が豊後に侵攻し、大友氏の鶴ヶ城を攻撃した。12月11日、仙石秀久や長宗我部信親らはこれを救援しようと戸次川の手前に陣を敷いた。
戦略会議において、豊臣氏の軍監であった仙石は川を渡り攻撃するべきと主張した。（『土佐物語』）、元親は加勢を待ったのち合戦に及ぶべきとして、仙石の作戦に反対したが（『元親記』『土佐物語』）、仙石は城を救うことが最優先であるとして聞き入れず、十河も仙石の主張に理がありとして同調した。このため、渡河して出陣することになった。
戦闘は12月12日の夕方から13日にかけて行われた。先陣の仙石の部隊が不意を突かれて敗走したため、長宗我部軍の3千の兵が孤立し、島津方の新納大膳亮の5千の兵と戦闘状態になった。元親と信親らは乱戦の中で離ればなれになった。元親は戦場を離脱することに成功し、そのまま九州をも脱出し、伊予国の日振島まで逃走した。信親は中津留川原にて戦うが、鈴木大膳に討たれた。享年22。信親に従っていた700人は討死し、十河も戦死し、鶴ヶ城も落城した。
戦端を開かないように厳命していた秀吉は、仙石の命令無視と豊臣政権の権威低下につながる敗戦に怒り、仙石の讃岐国の領地を没収し尾藤知宣に与えた。

## 『フロイス日本史』戸次川の戦いの記述
（豊後国主の）嫡子は、薩摩軍が攻めてきた時に身を守り得るために、他の二名の主将（仙石秀久・長宗我部元親）とともにウエノハル（上原）と称するある場所に一城を築くことに決した。
だが彼らは心して真面目に築城の作業に従事しなかった。彼らの不用意は甚だしいもので、饗宴や淫猥な遊びとか不正行為にうつつを抜かしていたので、その城は笑止の沙汰であった。
したがって（薩摩軍が来襲した時に彼らが）助かることなど思いもよらないことであった。
ところで国主フランシスコ（大友宗麟）の息子パンタリアン（田原）親盛（大友宗麟の三男。田原親賢の養子。）は、司祭に対して、もし府内で何事かが起こった場合には、司祭は家財を携えて城（妙見嶽城）に身を寄せるようにと伝えていた。
薩摩の軍勢は惰眠をむさぼることなく、攻撃力を強めながら、漸次豊後に進入して領地を奪っていった。
豊後の指揮官たちは、常軌を逸した振る舞いによってますます油断の度合いを深めていた。
本年すなわち1587年1月16日（西暦）に、薩摩の軍勢は府内から三里離れたところにあるトシミツ（利光宗魚）と称するキリシタンの貴人の城を襲った。
城主は府内からの援助を頼りに力の限り善戦した。だが敵は攻撃の手を緩めず、ついに武力によって城内に進入し、その城主、ならびに多数の兵士を殺害した。
府内にいる味方の勢は、利光の城が占拠されているかどうか確かなことを知らないまま、赴いて囲みを解くべきかどうか評定を続けていた。結局、彼らは出動することに決め、栄えある殉教者聖フィビアンと聖セバスティアンの祝日(1月20日)に府内を出発した。
府内からは、仙石がその兵士を率い、土佐国主長宗我部(元親)とその長男(信親)がその兵士を伴い、さらにパンタリアン(田原親盛)も兵を率い、その他豊後の特定の殿たちが出発した。清田と高田の人々に対しても出動するよう命令が出された。
薩摩勢は、それより先（豊後勢の動静を）知らされていたらしく、余裕をもって策を練り、準備を整え、一部少数の兵士だけを表に出して残余の軍勢は巧妙に隠匿していた。
豊後勢は大きく流れの速い高田の川(戸次川)に到着し、対岸に現れた薩摩勢が少数であるのを見ると、躊躇することなく川を渡った。そして豊後勢は戦端を開始した時には、当初自分たちが優勢で勝っているように思えた。
だがこれは薩摩勢が相手の全員をして渡河させるためにとった戦略であった。
渡河し終えると、それまで巧みに隠れていた兵士たちは一挙に躍り出て、驚くべき迅速さと威力をもって猛攻したので、土佐の鉄砲隊は味方から全面的に期待をかけられていながら鉄砲を発射する時間も場所もないほどであった。というのは、薩摩軍は太刀をふりかざし弓をもって、猛烈な勢いで来襲し、鉄砲など目にもくれなかったからである。
こうして味方の軍勢はいとも容易に撃退され敗走させられて、携えていた鉄砲や武器はすべて放棄し、我先にと逃走して行った。
豊後国の人たちは、河川の流れについて心得があったから助かったが、仙石と長宗我部の哀れな兵士たちは他国の者であったから、浅瀬を知らず溺死を余儀なくされた。
こうしてその合戦と破滅において、二千三百名以上の兵士が戦死したと証言されている。彼らの中には、土佐国主の嗣子(信親)や、かつて阿波の領主であった十河殿、その他大勢の貴人や要人が含まれていた。
薩摩勢は、その日の午後には府内から四分の一里の地点にまで到達し、その途中にあったものをことごとく焼滅し破壊した。
土佐の国主長宗我部（元親）は全ての馬を放置したまま、数名の部下と一緒に船で脱出し、家財は途中で放棄した。
讃岐の国主で、もう一人の主将である仙石と称する人物も日出から乗船しようとした。彼は関白から、豊後勢を敵から救助するために遣わされていたにもかかわらず、悪事を働き、豊後の人々を侮辱し暴政を行なったために、深く憎悪されており、陸にいる人たちが彼を殺す危険が生じた。
仙石殿は片足を負傷したが、20名とともに脱出し、家財を放棄して妙見にたどり着いた。